# Mobisode
Termen mobisode er en sammentrækning af "mobiltelefon" og "episode." En mobisode er et afsnit af en tv-serie lavet specielt til skærmstørrelsen på mobiltelefoner, og er som regel af meget kort varighed; Ca. 1-3 minutter.
| Fjernsyn | Spire Denne artikel om et tv-program er en spire som bør udbygges. Du er velkommen til at hjælpe Wikipedia ved at udvide den. |